# Hell's Angels (1930)
Hell's Angels é um filme realizado em 1930 por Howard Hughes. Estreou em 15 de novembro de 1930 mundialmente.  Considerado o filme mais caro feito até então com um orçamento de aproximadamente US$ 3,8 milhões, conjugou as suas paixões quer pelo cinema quer pela aviação. O sucesso do filme tornou-o famoso em Hollywood, conquistando várias estrelas femininas do cinema, entre elas Jean Harlow, Ava Gardner e Katharine Hepburn.

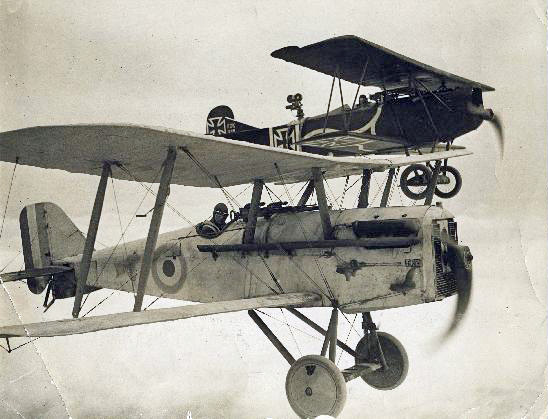
Cena aérea com Frank Clarke e Roy Wilson para o filme Hell’s Angels.

## Sinopse
Dois irmãos, Roy e Monte Rutledge alistam-se na RAF ao começar da Primeira Guerra Mundial. Os dois se voluntariam para uma difícil missão de bombardeio, e enquanto Monte se arrisca para tentar perder a fama de covarde, Roy está sempre protegendo-o. Monte é um mulherengo assumido, não deixando escapar nem a namorada de seu irmão, Helen, e também é bastante irresponsável com seus deveres de aviador. Já Roy é um rapaz de fibra moral, que tenta a todo custo manter seu irmão no caminho certo. Seu objetivo é destruir um quartel de armazenamento de armas alemão e retomar a salvo, mas quando uma frota de aviões alemães chega para confrontá-los em combate, escapar com vida será uma missão quase impossível.